# Accord de libre-échange entre la Chine et l'Islande
L'accord de libre-échange entre la Chine et l'Islande est un accord de libre-échange signé le 15 avril 2013 et mis en application le 1er août 2014. C'est le premier accord de libre-échange que la Chine signe avec un pays européen. En plus de réduire les droits de douane sur la plupart des biens industriels ainsi que sur les produits de la mer, l'accord comprend des volets sur le droit intellectuel, le droit de l'environnement, le droit du travail, etc.